# Toni Ribas
Toni Ribas est un acteur et réalisateur de films pornographiques espagnol.

## Biographie
Toni Ribas a débuté dans l'industrie pornographique en 1997 et est depuis apparu dans plus de 500 films.
Il a commencé à réaliser des films en 2001, avec Hardcore Innocence 1, premier titre d'une série dont il a également réalisé les 8 suivants. Au total, il a réalisé plus de 80 films.
En 2010, il a été introduit dans l'AVN Hall of Fame.
Il a été marié à l'actrice Sophie Evans, dont il a divorcé en 2005.
Il est remarié à Asa Akira, actrice pornographique également, qu'il a épousé en décembre 2012.

## Récompenses
- 2007 : FICEB Ninfa Best Spanish Film 100% Sex pour Ibiza Sex Party'
- 2010 : AVN Award Acteur étranger de l'année (Male Foreign Performer of the Year)[3]
- 2011 : AVN Award Meilleure scène de double pénétration (Best Double Penetration Sex Scene) pour Asa Akira Is Insatiable[4]
- 2013 : XBIZ Award Acteur étranger de l'année (Foreign Male Performer of the Year)[5]

### Nominations
- 2003 : AVN Award Acteur étranger de l'année (Male Foreign Performer of the Year)
- 2003 : AVN Award Meilleur réalisateur - Film étranger (Best Director - Foreign Release) pour Exxxplosion!!!
- 2003 : AVN Award Meilleur acteur - Vidéo (Best Actor - Video) pour The Private Gladiator
- 2009 : AVN Award Acteur étranger de l'année (Male Foreign Performer of the Year)
- 2009 : AVN Award Meilleure scène de sexe à trois (Best Threeway Sex Scene) pour Slave Dolls 3
- 2009 : AVN Award Meilleur réalisateur - Autre production étrangère (Best Director Foreign Non-Feature) pour My Evil Sluts 2[6]